# ترزا (فیلم)
ترزا (ایتالیایی: Teresa) یک فیلم کمدی ایتالیایی به کارگردانی دینو ریسی است که در سال ۱۹۸۷ منتشر شد.

## بازیگران
- سرنا گراندی
- لوکا باربارسکی
- اروس پاگنی
- نینو وینجلی
- پوپو د لوکا
- کارلو بینو